# Posse de Franklin Pierce
A posse de Franklin Pierce como o 14º Presidente dos Estados Unidos ocorreu na sexta-feira, 4 de março de 1853 no pórtico leste do Capitólio dos Estados Unidos em Washington, D.C.. A posse marcou o começo do único mandato de quatro anos de Pierce como presidente e de William R. King como vice-presidente. O Chefe de Justiça Roger B. Taney administrou o juramento de posse. Pierce escolheu afirmar o juramento em um livro de leis em vez de jurá-lo sobre uma bíblia, como ocorrera com seus predecessores, e foi o primeiro a realizar seu discuso de posse apenas de memória.
King estava em Cuba tentando se tratar de uma tuberculose e não pode comparecer para a cerimônia na capital. Ele recebeu permissão de fazer seu juramento de cargo em 24 de março diante do cônsul em Havana. King morreu um mês e meio depois e o cargo de vice-presidente permaneceu vago até o final do mandato.